# DTC広告
DTC広告（DTCこうこく、英: Direct-to-consumer advertising, DTCA）は、直接消費者向け広告で、特に医療専門家をターゲットにするのではなく、患者としての消費者を対象とし手直接、医薬品の販売戦略や広告を行うことを指す。この用語は、主にマスメディアを介した処方薬の広告と同義語であり、最も一般的にはテレビや雑誌の広告や広告記事であるが、オンラインにも掲載されている 。
DTC広告は、ニュージーランドと米国では完全に合法であるが、リスクと比較した処方の利益のバランスの取れた開示に関する規制の対象となり、他の要素の中でも特に重要視される。DTC広告に関する規制は、通常、処方の適応と利点を説明する広告資料に適用され、用途を説明していない広告資料には寛容な場合がある。多くの国では、消費者に直接処方薬の広告をすることを禁止している。
DTC広告は、特にこれらの広告が、場合によっては医学的に必要でない場合、またはより安価な選択肢がある場合に、消費者の要求に基づいて医師の処方に不当に影響を与える可能性がある場合に、倫理的および規制上の懸念がなされる。DTC広告に批判的な人々は、製薬会社は研究開発よりも医薬品の販売に経費を払い過ぎる、と主張している。米国では、製薬会社による広告支出は2016年に52億米ドルに達した。

## 種類
米国食品医薬品局 （FDA）は、「製品主張（Product claim）」広告を、医薬品の名前と商標ブランドを識別するものとして分類し、少なくとも1つの承認された薬物の適応症とその利点に関する主張を含んだもの、としている。
「リマインダー(reminder)」広告は、特定の薬のブランド認知を確立するのに役立つ。製品主張広告とは対照的に、薬自体またはその機能（利益や副作用など）に関連する情報や画像は含まれておらず、視聴者に医師に尋ねるように促す行動喚起のフレーズが含まれているか、または、詳細については外部リソースを検索するよう喚起する 。例えば、勃起不全の薬であるバイアグラは、「Good Morning」という1939年の米国映画「Babes in Arms」の曲を用い、嬉しそうに歩いている男性のシーンで、「遅くまで起きてよかった」と 性的仕事を強調する皮肉に満ちた歌詞になっている。
「ヘルプシーキング（help-seeking、助けを求める）」広告は、薬の販売戦略として提示されるのではなく、特定の病状の認識を促進する擁護キャンペーンに似ている。製品や治療法を特定せず、聴衆に彼らの医師と話すか、電話番号に電話するか、関連するウェブサイトにアクセスして詳細を尋ねるように指示する。これらは、特定の処方の選択を促進するために用いられる。この種の意識向上キャンペーンは、新薬の予備マーケティングとして使用されることがある 。
リマインダー広告とヘルプシーキング広告は、医薬品メーカーが、より厄介な制限（副作用の必須リストなど）を受けることや、製品主張広告の完全な禁止を回避するためによく使用される 。場合によっては、キャンペーンでこれら両方の広告を組み合わせて、1つの広告で条件を説明し、別の同様のスタイルの広告で、条件ではなく製品について言及し、視聴者に広告間の関連性を推測させる。

## 合法性

### 日本
医療用医薬品の広告を一般向けに直接届ける手法であるDTC広告は、2019年の時点で日本国内では医薬品、医療機器等の品質、有効性及び安全性の確保等に関する法律（薬機法）等により規制されている。そのため、日本においてDTC広告を展開する際には「疾患啓発広告」「治験広告」「製薬産業広告」等の形で行われている。この場合、広告に該当する「明確な顧客誘引性」「一般人が認知可能」「製品名の明示」という要件を避け、新しい機序や特定のキーワードを用いて広告を見た一般人に製品が特定出来るようにする。ただし、ジェネリック医薬品に関しては例外的にDTC広告が実施されている。

### ブラジル
2008年、ANVISA （Control Agency for Sanitary Vigilance, 衛生警戒管理機関）から、12月17日から有効の新しい決議96（Resolution 96）が発表された。これにより、使用できる言葉や画像の種類に制限を設けて、処方薬以外の薬は、消費者に直接広告を出すことができる 。処方薬の広告は、科学、医学、または健康の専門誌にのみ掲載できる。

### カナダ
カナダ食品医薬品法（Food and Drug Act）は、ほとんどの処方薬の消費者向け広告を禁止し、すべての薬の消費者向け広告は1978年まで禁止されていた。カナダ保健省は、名前、数量、価格のみを含む広告を許可したため、薬局では比較のために価格を表示できるようになった 。2000年、カナダ保健省はこの法律の解釈を採用し、前述の「リマインダー」および「ヘルプシーキング」広告を許可したが、処方の目的に言及する米国スタイルの「完全な製品広告（full product ads）」は引き続き禁止されている  。同年後半、カナダ保健省は、同様のテーマのリマインダー広告とヘルプシーキング広告の組み合わせが規制に違反し、それらの組み合わせが完全な製品広告を構成すると判断した。
米国のテレビ番組や印刷物がカナダで配信された場合に、カナダの法律で違法な消費者向け広告を削除したり、置き換えることを義務付ける規制は無い 。
2014年、ヨーク大学の教授で医師のジョエルレクチン博士（Dr. Joel Lexchin）とブリティッシュコロンビア大学の准教授バーバラミンツ（Barbara Mintzes）は、2000年から2011年の間に10のDTC広告をについての研究を発表した。彼らは、カナダ保健省の規制適用が「説明責任と透明性を欠いている」ことを発見した。特定の著名なケースのメディア報道以外に苦情と執行の公的記録は無い。結論として、彼らは「1990年代半ばにDTC広告が米国で目立つようになったため、カナダのさまざまな政争は、歴代の政府の非執行に対する著しく一貫したコミットメントを示した」と述べた。

### ヨーロッパ
2002年10月、欧州委員会は、エイズ、喘息、糖尿病に関連する「疾患教育情報（disease education information）」の広告を選択的に許可するという提案に、反対票を投じた。環境と公衆衛生と食品の安全性に関する欧州議会委員会（European Parliament Committee on the Environment, Public Health and Food Safety, ENVI）は、その選択的で制御された性質による別の主張にもかかわらず、製薬業界が公平で偏りのない(impartial and unbiased)情報を提供することを信頼することができないと評価した。英国労働党の欧州議会議員 キャサリン・スティラー（
Catherine Stihler）は、この提案は、高価な「不思議な薬（wonder drug）」を促進する米国スタイルの広告慣行に対する「滑りやすい斜面（slippy slope）」であり、「テレビの前のソファに座っている消費者が、Crossroadsを観ているのに、次のCoronation Street（いずれも英国で有名なテレビ番組）との間を、巨大製薬企業の売り込み広告で途切れさせて欲しくない」と主張した 。

### 香港
望ましくない医療広告条例（Undesirable Medical Advertisements Ordinance）では、薬の広告は咳や風邪、頭痛、消化不良などの「軽度の」病気に対してのみ合法である。広告には、治療の描写、医療専門家、または症状の描写を含めることはできない 。

### ニュージーランド
1981年の医薬品法に基づき、治療薬広告規則およびニュージーランド製薬企業協会（Industry Group Medicines New Zealand）による自主規制規則により、ニュージーランドでは、処方薬のDTC広告が認められている米国以外の唯一の国である 。代替品を開発するための法（Act to develop a replacement）の見直しが進行中である治療薬法（Therapeutic Products Bill）案は、DTC広告の継続的な合法性に対する賛否両論のロビー活動に直面していまる。

### イギリス
一般向けの広告資料は、消費者の選択として提示されないという理由で、処方薬としてのみ提供される薬への言及を含むことは禁止されている 。製薬会社のウェブサイトも、広告材料を構成するため、処方製品への言及も含まれない場合がある。
2005年の健康特別委員会（Health Select Committee）の公聴会で、GlaxoSmithKline UKのゼネラルマネージャーであるEddie Grayは、このコンセプトに対する一般消費者の態度を引用して、この地域でDTC広告にロビー活動を行う予定はないと述べた 。

### アメリカ
食品医薬品局（FDA）の規制に基づき、処方薬の消費者への直接的な「製品主張」広告には、主要な副作用と禁忌に関する情報が含み、リスクに対する利益の範囲を説明しているまれている必要がある。「適切な提供」が与えられない限り、薬の広告には関連するすべてのリスクの「概要」も含める必要がある。雑誌内の印刷広告では、この要約は通常2ページ目に表示される 。2019年7月より、30日間の治療で処方箋の費用が35ドルを超える場合、広告には価格情報も含める必要がある。
印刷された広告には、不利益を得た副作用をFDAのMedWatchプログラムに報告するよう、患者に指示する標準的な通知を含める必要がある。テレビコマーシャルなどの放送メディアに掲載される広告では、通常、主要な副作用のみが列挙される。広告には、視聴者がより多くの情報（前述の「概要」）を得られる、ウェブサイト、電話ホットライン、または当該雑誌号といった場を提供する。薬がFDAからのboxed warning（重大なリスクを示し、箱の中に警告文を入れるよう指示されたもの）の対象である場合、警告はすべての広告資料に掲載する必要があり、その薬のリマインダー広告は禁止されている。
健康強調表示を行わない広告は、FDAの管轄下には無いが、連邦取引委員会の規制を受ける。

#### 歴史
1962年、米国議会はFDAに、処方薬のラベル表示と広告を規制する権限を与えたが、FDAは1969年まで規制を確立しなかった。これらは、処方薬の広告に主要な副作用と禁忌に関する情報を含めることを要求し、異なるアウトレットを介した「十分な提供」がない限り、すべての副作用と禁忌の「概要」を提供すること、としている 。
製薬会社は、FDAが医師だけが薬を処方できるように命じたため、1970年代にマーケティングの対象を、処方権のある医師に移した。しかし、ヘルスケアの決定における自律性へのより大きな動きは、消費者への直接広告の最初の顕著な例を促した。メルクは肺炎ワクチン（特に65歳以上）の最初の印刷物DTC広告を発行し、Boots Pharmaceuticalsは1983年に処方薬イブプロフェン「Rufen」の最初のDTC広告であるCMを放映した。Rufenの広告の唯一の目的は、主要ブランドのMotrinよりも安価であると宣伝することであり、医薬品に関連する他の主張は含まれていない。FDAはRufenの広告を撤回することをすぐに要求したが、マイナーな修正後に復活した。
ガイドラインはマスメディアを念頭に置いて書かれていなかったため、これらの初期のキャンペーンは、特に関節炎治療薬であるOraflex （重要なパブリックPRキャンペーンによってリリースが支持されていた）が、副作用と死亡の報告に続いてわずか5か月後に市場からリコールされた後、FDAから懸念が高まった。FDAのコミッショナーであるArthur Hayesは、DTC広告が産業と公衆衛生に与える影響について留保を示し、1983年9月にさらなる規制が出るまで一時停止を要求した。一時停止は1985年に解除された。業界は、すべての副作用の「簡潔な要約」の要件は印刷媒体を念頭に置いて設計されており、文章の長さと技術用語の増加（多くの場合、雑誌に掲載されると小さな文字がページ全体を占める）は、処方薬のテレビ広告を実行不可能とした。1990年代までに、FDAは、規制を緩めて実行可能にするよう要請された  。
1996年、当時処方されていたアレルギー治療薬Claritinのマーケティングキャンペーンでは、薬自体に関する情報を広告から意図的に除外することで抜け穴を発見した。Clartinのテレビコマーシャルには、「クラリチンの時間です」といった画像や「晴れた日と夜はここにある」などのスローガン、医師に問い合わせる、または電話番号に電話して詳細情報を要求する指示だけが含まれていた 。1997年に、FDAはラジオとテレビのDTC広告の負担を軽減することを目的とした新しいガイドラインを発行した。特に、FDAは、広告の中で「概要」を入手できる場所（雑誌広告、電話ホットライン、ウェブサイトなど）を聴衆に知らせることは、リスク情報の「十分な提供」を構成することを明確にした。また、FDAは、リマインダー広告（前述のクラリチン広告など）がこれらの規則の対象ではないことを認識した。これらの薬が、薬の適応と利点に関する主張や陳述を行っていないことがその理由だった 。
製薬業界はすぐに新しいガイドラインを活用した。1998年までに、DTC広告の広告費は11.2億米ドルに達した 。この成長にもかかわらず、一部の広告は製品を適切に議論することに十分に焦点を合わせていないという懸念があった。2005年、米国研究製薬工業協会（ Pharmaceutical Research and Manufacturers of America , PhRMA）は、DTC広告の新しい自主ガイドラインを制定した。これには、広告キャンペーンの開始前に新しい薬に関する医療専門家のレビューと教育を受けるため、FDAに自主的に広告を提出する要件が含まれ、特定の視聴者にとって不適切と思われる主題を含む広告の適切な年齢ターゲティング、および「リマインダー」広告を使用しない、といった内容が含まれていた。2011年までに、医薬品広告への支出は年間約45億米ドルに増加し、2016年までに52億米ドルに増加した。
支出の増加に伴い、DTC広告は反対に直面し始めた。2015年、米国医師会の代表団はDTC広告の禁止を支持する動きに賛成票を投じ、これらのマーケティング手法が薬物の高額化に寄与し、「新しい、より高価な薬物の需要は、これらの薬は適切ではない時にも喚起されているかもしれない」とした 。2016年3月4日、アル・フランケン上院議員は、アメリカ国民をDrug Marketing Actからの守るために、DTC広告に従事する製薬会社の税控除の撤廃を提案した。同様に、フランケンは、製薬業界のマーケティング支出が多すぎるという懸念を示した。同様の動きで、ローザ・デラウロ議員は、新たに承認された処方薬の広告に関する3年間の猶予期間を要求した 。
2019年5月8日に、米国保健福祉省（HHS）は、30日間の治療で35ドル以上かかる処方箋の広告での価格の表示を要求する規則を承認し、60日以内に連邦登録され発効した。健康保険の対象者が異なる金額を支払う可能性があり、競合他社との価格比較を広告に含めることを許可する必要がある。PhRMAはこの提案に反対し、価格の目立つ表示は、患者が通常保険でカバーする金額を反映していないため混乱を招くと主張した。2018年10月に規則が提案されたとき、PhRMAは、会員企業が詳細な価格情報（自己負担費用、財政支援オプションに関する情報を含む）をオンラインで公開し、広告内で視聴者をこの情報に誘導することを約束すると述べた。しかし、HHSは、特に免責額を満たしていない場合、または薬が保険でカバーされていない場合、価格掲載は患者が支払う金額を計算するのに役立つと主張し、彼らの議論に異議を唱えた。保健福祉省のアレックス・アザール 長官は、提案された要件を、自動車の定価に関する同様の規制と比較した 。

## 広告の影響
消費者向け広告の支持者は、広告が競争を促進し、処方薬の価格の低下と新薬開発につながると主張している。たとえば、1997年から2001年の間に、米国の研究開発費は59％増加し、DTC広告をする薬は145％増加しました。ただし、他の専門家は、R＆Dへの資金提供は他のいくつかの要因によって決定されると主張している。直接的な消費者向け広告は、他の患者教育イニシアチブの中でも、ヘルスケア専門家が積極的に言及していない新しい治療法や治療オプションについて消費者と患者を教育できる。DTC広告の支持者は、これにより一般市民が利用可能なものを認識し、医師と、教育された議論をするための重要な機会を提供すると主張する。ある消費者向け広告は、薬に関する患者と医師の間のコミュニケーションを促進することが研究により確認されている。アメリカ人の30％は、テレビで見た薬について医師と話すことを示した 。さらに調査では、広告の増加が特定の治療コースを順守する度合いにプラスの影響を与えたことが示されましたが、直接消費者向け広告にさらされる前にすでに薬物療法を受けていた人のみであった。この集団の中で、薬物広告への露出が10％増加すると、遵守率が1％から2％増加する 。
いくつかの研究は、消費者に直接広告を出すことは、患者が過度に広告された薬を要求するように誤解させ、不必要または最適以下の治療につながると主張している。医師は、患者から言及されたため、特定のブランド薬を処方するようプレッシャーを感じるかもしれない 。2016年に、疾病予防管理センター（CDC）は、米国で処方されたすべての抗生物質の47％が不要であると報告した。フロリダ州ウェストパームビーチに住む若者に関する別の調査では、広告露出が10％増加すると、処方の総数が5％増加することがわかった。これは、一人当たりのDTC広告支出が少ないコロラド州デンバーよりも、増加率が大きい 。

### 市場への影響
消費者への直接広告は、医師と患者の関係に影響を与える可能性があると主張されてきた。十分な市販後調査を受けていなかった可能性がある。消費者向け広告は、オピオイドを含む鎮痛薬を処方するために患者が医師に対して行う要求の頻度に貢献していることが実証されている。特定の薬に対する患者の要求は、既存の適応症の治療がそのような使用を正当化しない場合でも、医師が通常より高価なブランド薬を処方する割合を劇的に増加させる。製薬会社はまた、「 病気の監視」、つまり脱毛や皮膚のしわなどの軽微な症状の認識を促進するプロセスであり、治療薬の販売を促進するという申し立てに直面している。
また、こうした広告に批判的な人々は、広告に費やされるリソースは、広告しなければ、新薬や医学療法の研究開発に費やされる可能性があると主張している 。デンマークの医師Peter C.Gøtzscheは、製薬会社が最も収益性の高い製品の広告を行うことを示唆した。その多くは不要な「私にも」薬（"me=too" drug）である。彼は、「製品が自身で語るべきだから、マーケティングの必要はない」と主張している 。

### 薬の安全性
広告は一般に、医薬品が市場に参入してから1年以内に開始され、その後、有害事象のリスクを高める副作用が現れるかどうかを市販後調査で確認できる 。2000年代初頭、DTC広告を選別するためのFDAリソースは、生成される広告の数に追いついておらず、不適切な広告が削除されないリスクを高めていた。COX-2選択的阻害薬 Vioxx（日本未発売）は大規模に販売されており、1999年の承認後に広く処方された。2004年に安全上の理由で撤収されたとき、メルク、その開発者、およびFDAはキャンペーンに対して批判された 。
いくつかのDTC広告は、広告用として処方箋の禁忌の一部である活動の描写を含むことの批判や、FDAの警告に直面している。経口抗凝固剤のXarelto（リバーロキサバン）は、オートバイに乗る際は服用してはならないにもかかわらず広告で乗車シーンを描いたり、第IX因子製剤のIdelvionの印刷広告で、FDAの警告では血友病患者にとってサッカーは中程度に危険な行動であるとしているのにもかかわらず、サッカー選手の画像を含んでいたことで、広告が患者にそのような活動に従事する結果に繋がる可能性があることを、誤って暗示した。

### 性別のステレオタイプ
一部の薬の広告は、実際の疫学を反映しない方法で疾患を「性別」化した。女性の身体は、病気の不快な側面を覆い隠したり、そらしたりすることも目的としていた。炎症性腸疾患用の薬の販売は、両方の点で言及されている。同様に、ガーダシルのマーケティングは、主に若い女性を対象としているが、性感染症は両方の性別によって媒介され、影響を受ける。

## 参照資料
1. ↑  Mogull, Scott A.; Balzhiser, Deborah (September 2015). “Pharmaceutical Companies Are Writing the Script for Health Consumerism”. Commun. Des. Q. Rev. 3 (4):  35–49. doi:10.1145/2826972.2826976.
2. 1 2  “Direct-to-consumer advertising of prescription medication in New Zealand”.   New Zealand Medical Journal. 2019年5月15日閲覧。
3. ↑  Lazarus. “Direct-to-consumer drug ads: A bad idea that's about to get worse”. Los Angeles Times. 2019年5月15日閲覧。
4. 1 2 3 4  Mogull, Scott A. (2008). “Chronology of Direct-to-Consumer Advertising Regulation in the United States”. AMWA Journal 23:  3.
5. 1 2 3 4 5 6  “A history of drug advertising: the evolving roles of consumers and consumer protection”. The Milbank Quarterly 84 (4):  659–99. (2006). doi:10.1111/j.1468-0009.2006.00464.x. PMC 2690298. PMID 17096638.
6. 1 2  “A Guide To Television Drug Advertising”. American Council on Science and Health (2018年5月30日). 2019年5月11日閲覧。
7. 1 2 3 4  “Basics of Drug Ads”. Center for Drug Evaluation and Research (FDA). (2019-02-08).
8. 1 2 3 4 5  Fayerman. “Health Canada fails to properly regulate drug ads: 10-year study (updated)”. Vancouver Sun. 2019年5月11日閲覧。
9. 1 2  Ono. “Advertising Fine Print in Drug Ads Sparks A Debate Among Marketers”. The Wall Street Journal. 2019年5月12日閲覧。
10. 1 2  Russell. “Do drug ads help patients or lead to expensive treatments?”. Chicago Tribune. 2019年5月12日閲覧。
11. 1 2 3 4  “Drug makers said to skirt Canadian restrictions on ads”. The Globe and Mail 2019年5月11日閲覧。
12. ↑  Rosenthal, Elisabeth (2016年2月27日). “Ask Your Doctor if This Ad Is Right for You”. The New York Times. ISSN 0362-4331 2019年5月11日閲覧。
13. ↑  Meiselman. “The sneaky way pharmaceutical companies use celebs to market their drugs”. The Outline. 2019年5月12日閲覧。
14. ↑  強みを活かす協力関係の先に究極のゴール 情報過多社会における製薬企業の患者啓発の重要性 くすりの適正使用競技会（RAD-AR） (PDF)
15. ↑  “第2回 DTCの語源”.  株式会社アーベーツェー. 2019年12月17日閲覧。
16. ↑  “DTC広告”.  製薬・医薬業界の転職支援 アンサーズ. 2019年12月17日閲覧。
17. ↑  「「第3回 コード・プライアンス管理責任者/実務担当者会」を開催」『ニューズレター』第179号、日本製薬工業協会、2017年5月、2019年12月17日閲覧。
18. ↑  井上良一「21世紀の医薬品マーケティング」『The Japanese Journal of Antibiotics』第58巻第2号、日本感染症医薬品協会、2005年4月、211(107)、2019年12月17日閲覧。
19. ↑  “RESOLUÇÃO-RDC Nº 96, DE 17 DE DEZEMBRO DE 2008”. 2016年10月17日時点のオリジナルよりアーカイブ。2017年8月13日閲覧。
20. ↑  “Advertising Regulation for Medication in Brazil”. The Brazil Business 2018年2月21日閲覧。
21. ↑  Mintzes, Barbara (February 2009). “Should Canada allow direct-to-consumer advertising of prescription drugs?”. Canadian Family Physician 55 (2):  131–133. ISSN 0008-350X. PMC 2642505. PMID 19221067.
22. ↑  “Prescription drug ad law notable for 'lack of teeth'”. CBC News (2014年12月10日). 2019年5月11日閲覧。
23. ↑  Cozens, Claire (2002年10月23日). “Europe rejects drug advertising”. The Guardian. ISSN 0261-3077 2019年5月13日閲覧。
24. ↑  Praet, Carolus; Cameron, Glen T.; Chien, Monica. “Pharmaceutical Advertising in Korea, Japan, Hong Kong, Australia, and the US: Current Conditions and Future Directions”. Health Communication Research, 3(1), Pp. 1-63..
25. ↑  “Kiwi doctors lobby for crackdown on drug ads”. Stuff. 2019年5月11日閲覧。
26. ↑  “Doctors in New Zealand—the only non-U.S. country that allows DTC advertising—call for bans”. FiercePharma. 2019年5月11日閲覧。
27. ↑  “A basic guide to prescription-only medicines”.   Advertising Standards Authority. 2019年5月15日閲覧。
28. ↑  Schofield (2017年7月10日). “Pharma marketing: UK vs US”. Pharmafield. 2019年5月13日閲覧。
29. ↑  “Drug companies say no to consumer advertising in UK”. www.campaignlive.co.uk. 2019年5月13日閲覧。
30. 1 2  Donohue, Julie (December 2006). “A History of Drug Advertising: The Evolving Roles of Consumers and Consumer Protection”. The Milbank Quarterly 84 (4):  659–699. doi:10.1111/j.1468-0009.2006.00464.x. ISSN 0887-378X. PMC 2690298. PMID 17096638.
31. 1 2  Karlin-Smith. “Trump finalizes rule to require drug prices in TV ads”. Politico. 2019年5月9日閲覧。
32. 1 2 3  “Direct-to-Consumer Pharmaceutical Advertising: Therapeutic or Toxic?”. P & T 36 (10):  669–84. (October 2011). PMC 3278148. PMID 22346300.
33. 1 2  “The untold story of TV's first prescription drug ad”. STAT (2015年12月11日). 2019年5月11日閲覧。
34. 1 2 3  “Ten Years Later: Direct to Consumer Drug Advertising”. Ad Age (2006年10月1日). 2019年5月11日閲覧。
35. ↑  “Drug Industry DTC Ad Guidelines Draw Criticism”. Cardiology News (2005年9月1日). 2019年5月12日閲覧。
36. ↑  “PHARMACEUTICAL INDUSTRY ISSUES DTC AD GUIDELINES”. Ad Age (2005年8月2日). 2019年5月12日閲覧。
37. ↑  “Direct-to-consumer advertising under fire”. WHO. 2019年5月11日閲覧。
38. 1 2  “Drug ads: $5.2 billion annually -- and rising”. CBS News. 2019年5月11日閲覧。
39. ↑  “American Medical Association urges ban on TV drug ads”. Washington Post (2015年11月15日). 2019年5月11日閲覧。
40. ↑  says (2016年3月4日). “Lawmaker seeks to end tax breaks for consumer drug ads”. STAT. 2019年5月11日閲覧。
41. ↑  Karlin-Smith. “Trump issues rule to require drug prices in TV ads, rejecting industry plan”. Politico. 2019年5月9日閲覧。
42. ↑  Pear, Robert (2018年10月15日). “Trump Rule Would Compel Drug Makers to Disclose Prices in TV Commercials”. The New York Times. ISSN 0362-4331 2019年5月9日閲覧。
43. ↑  Thrush, Glenn; Thomas, Katie (2019年5月8日). “Drug Prices Will Soon Appear in Many TV Ads”. The New York Times. ISSN 0362-4331 2019年5月9日閲覧。
44. ↑  “Direct-to-consumer marketing of prescription drugs: a current perspective for neurologists and psychiatrists”. CNS Drugs 18 (2):  69–77. (February 1, 2004). doi:10.2165/00023210-200418020-00001. PMID 14728054.
45. ↑  Iizuka, Toshiaki; Jin, Ginger Zhe (September 1, 2005). “The Effect of Prescription Drug Advertising on Doctor Visits”. Journal of Economics & Management Strategy 14 (3):  701–727. doi:10.1111/j.1530-9134.2005.00079.x. ISSN 1530-9134.
46. 1 2  “Effects of patient medication requests on physician prescribing behavior: results of a factorial experiment”. Medical Care 52 (4):  294–9. (April 2014). doi:10.1097/MLR.0000000000000096. PMC 4151257. PMID 24848203.
47. 1 2  Metzl, Jonathan. “Selling Sanity Through Gender.” Ms Magazine, Fall, 2003.
48. ↑  “CDC Press Releases”. CDC 2017年8月12日閲覧。
49. ↑  “Cause and Effect: Do Prescription Drug Ads Really Work? - Knowledge@Wharton”. Knowledge@Wharton 2017年7月28日閲覧。
50. ↑  “Direct marketing of pharmaceuticals to consumers”. Annual Review of Public Health 23 (1):  73–91. (May 1, 2002). doi:10.1146/annurev.publhealth.23.100901.140537. PMID 11910055.
51. ↑  Anderson, Richard (2014年11月6日). “Pharmaceutical industry gets high on fat profits”. BBC News 2017年8月12日閲覧。
52. ↑  Orelli, Brian (2017年6月9日). “6 Reasons Why Prescription Drug Prices Are Extremely Expensive -- The Motley Fool”. The Motley Fool 2017年8月12日閲覧。
53. ↑  Peter C. Gøtzsche (2013). Deadly Medicines and Organised Crime: How Big Pharma Has Corrupted Healthcare. Taylor & Francis. p. 275. ISBN 9781846198847
54. ↑  “A decade of direct-to-consumer advertising of prescription drugs”. The New England Journal of Medicine 357 (7):  673–81. (August 2007). doi:10.1056/NEJMsa070502. PMID 17699817.
55. ↑  “Updated: CSL’s Misleading Promo Materials Result in FDA Untitled Letter”. RAPS (2018年3月7日). 2019年12月17日閲覧。
56. ↑  “Pharma watchers on Twitter chat up Johnson & Johnson Xarelto TV ad that seems 'misleading'” (英語). FiercePharma. 2019年11月14日閲覧。
57. ↑  “Sex, gender, and pharmaceutical politics: From drug development to marketing”. Gender Medicine 7 (4):  357–70. (August 2010). doi:10.1016/j.genm.2010.08.003. PMID 20869636.